# Джоли клуб
Джоли клуб (на италиански: Jolly Club) е италиански спортен клуб, създаден на 11 февруари 1957 г.

## История
Отборът е създаден от осемнадесет приятели, чиито правила, преди всичко, се основават на страст, лоялност, приятелство и забавление.

## Състезатели
Най-успешните състезатели от състезателния тим са:
- Алесандро Фиорио, 8 състезания и световен шампион 4WD група N с Ланча Делта през 1987 г. l Световния рали шампионат.
- Дарио Дерато, 41 състезания между Европейското първенство и италиански и европейски шампион през 1985 г. с Ланча 037.
- Мики Биазион, 32 състезания в Световното първенство и Европейски Джоли клуб и два пъти световен шампион по рали с Мартини Рейсинг, също печели Европейското първенство през 1983 г. и Италианското първенство.